# 266 aC
El 266 aC va ser un any del calendari romà prejulià. Durant la República i l'Imperi Romà, era conegut com a any del consolat de Pera i Píctor (o també any 488 ab urbe condita). L'ús del nom «266 aC» per referir-se a aquest any es remunta a l'alta edat mitjana, quan el sistema Anno Domini va ser el mètode de numeració dels anys més comú a Europa.

## Esdeveniments

### Àsia Menor
- Ariobarzanes es converteix en el segon rei del Pont, succeint al seu pare Mitridates I.[2]

### Antiga Grècia
- Àreu I, rei d'Esparta, lluita al costat de Ptolemeu Filadelf per evitar que Atenes caigui en mans d'Antígon II Gònatas, rei de Macedònia.[3]
- L'almirall Pàtrocle dirigeix les naus enviades per Ptolemeu Filadelf per defensar Atenes.[4]

### Antiga Roma
- Aquest any són elegits cònsols Dècim Juni Pera i Numeri Fabi Píctor.[5]
- Els dos cònsols obtenen dos triomfs, un per la seva victòria sobre els sarsinats i el segon sobre els sal·lentins i els messapis.[6]
- S'estableix una colònia romana a Ariminium (Úmbria), després de l'ocupació de la ciutat.[7][8]

## Naixements
- Geló II (mort l'any 216 aC), fill de Hieró II de Siracusa, associat després pel seu pare al govern de la ciutat.[9]

## Necrològiques
- Mitridates I del Pont (Mitridates III). Fundador del Regne del Pont a Anatòlia, que va governar-lo des de l'any 302 aC fins a la seva mort.[10]